# メイセイオペラ
メイセイオペラ（欧字名:Meisei Opera、1994年6月6日 - 2016年7月1日）は、日本の競走馬、種牡馬
。
1999年、日本競馬史上唯一、地方競馬所属にして中央競馬のGI競走・フェブラリーステークスを優勝。同年のNARグランプリ年度代表馬に選出された。その他の勝ち鞍に、1999年の帝王賞（GI）、マーキュリーカップ（GIII）、1998年のマイルチャンピオンシップ南部杯（GI）。

## 出自
北海道平取町の高橋啓牧場で生まれる。高橋牧場は後にフラワーパーク（スプリンターズステークス優勝馬）を出すなど実績を残すが、母テラミスがきた当時は零細牧場のひとつに過ぎず、テラミスを受け入れた理由にしても「少しでも預託料が欲しかったから」との事であった。事実、テラミスが繁殖牝馬となったのも、馬主である小野寺良正が「娘みたいなものだから、何とか生き残らせて欲しい」とたっての願いであり、高橋牧場に落ち着くまで色々な牧場に声をかけるが全て断られていた。また、父にグランドオペラを配合したのも「種付け料が安く、少しでも長く走れたら、馬主的に楽しめる」との事である。

### デビューまで
生まれた当初は体も小さく、競走馬になれるのかすらも危ぶまれていた。そこで夜間放牧を試してみたところ、馬体が格段良くなり中央競馬に入厩する事も視野に入れられる程であった。しかし、この事を聴き付けた佐々木修一は「育成なら水沢でもできます」「まずは水沢で走らせて下さい」と、半分懇願する形で、育成が終っていないオペラを強引に入厩させた。

## 戦績

### 1996年
1996年7月27日に盛岡競馬場で新馬戦を勝ち上がる。その後は勝ちきれないレースが続いたが、暮れの頃からレースを覚え始め、最終的には4勝してシーズンを終える。
- 1996年の戦績　8戦4勝2着1回着外2回

### 1997年
3歳暮れからの連勝を伸ばし続け、ダイヤモンドカップで特別戦を初制覇。このレースは当時の岩手競馬の有力同世代との初対決となったが、相手にしない圧勝。クラシックを前にして岩手4歳No.1の地位を確立する。
東北3県交流の新潟競馬場で行われた東北ダービーで重賞初制覇。レースレコードを1秒近く縮める。菅原勲騎手はこのレース以後、騎乗し続けることになる（このレース以前は1度だけ騎乗）。その後岩手地区のダービーにあたる不来方賞を2着に1.5秒差で圧勝。この頃から「怪物の再来」と注目され始める。
4歳ダート三冠に挑戦という矢先に、頭蓋骨骨折というアクシデントに見舞われ、ユニコーンステークスは回避（この年のユニコーンステークス優勝馬はタイキシャトル）、地元のダービーグランプリは出走は出来たものの、万全な態勢ではなく10着に敗れた。続くスーパーダートダービーでも10着に敗れた。その後、地元の桐花賞を古馬相手に勝利。
- 1997年の戦績　9戦7勝着外2回

### 1998年
他地区への遠征を積極的に進め、その中でアブクマポーロとの対決は、全国地方競馬連絡会のキャンペーンや地元岩手の競馬雑誌での特集も組まれた関係から、後に「AM対決」と呼ばれた。
川崎記念から始動するもアブクマポーロの前に4着と敗れる。その後、一旦休養に入る。休養から戻ると馬体の本格化が進み、シアンモア記念を勝利の後帝王賞に挑戦。またしてもアブクマポーロの3着に敗れたが着実にその差を詰めていった。地元のマーキュリーカップでダートグレード競走初勝利を収めると、地元の統一GIマイルチャンピオンシップ南部杯で4角先頭で押し切り、アブクマポーロを相手に初のGI勝利を収めた。だが、東京大賞典では再びアブクマポーロの前に2着に敗れた。
- 1998年の戦績　8戦5勝2着1回着外0回

### 1999年
ライバルのアブクマポーロが川崎記念に向かう事と、距離実績と勝負付けの済んだ格下の面子が集まっていた事からフェブラリーステークスに出走。当初は、この出走を無謀と見る向きもあったが、終始危なげないレース運びで圧勝し、地方所属馬として初めてJRAのGI優勝馬となった。レース後、岩手から駆けつけたファンの間からイサオコールが湧き上がり、その一団の中から「夢をありがとう。感動をありがとう。」と書かれた応援幕をウィニングランで戻ってくるオペラと勲騎手に掲げていた。地元紙岩手日報は、この快挙を一面で大きく取り上げた。メイセイオペラがフェブラリーステークスを優勝するまでの物語は、『プロジェクトX』（NHK）で紹介された。なお、メイセイオペラの他にJRAのGIを勝利した地方所属馬は出ていない。
この頃はドバイ遠征も視野に入れられていた。夏シーズンの帝王賞も、アブクマポーロが怪我で不在の為、断然の一番人気に推され、見事期待に応える圧勝。
秋シーズンは南部杯からの始動予定であったが、右前球節炎で回避。そこから出走スケジュールが狂いだし、年末の東京大賞典では、早めの大井競馬場入厩が裏目に出て、11着に敗れた。

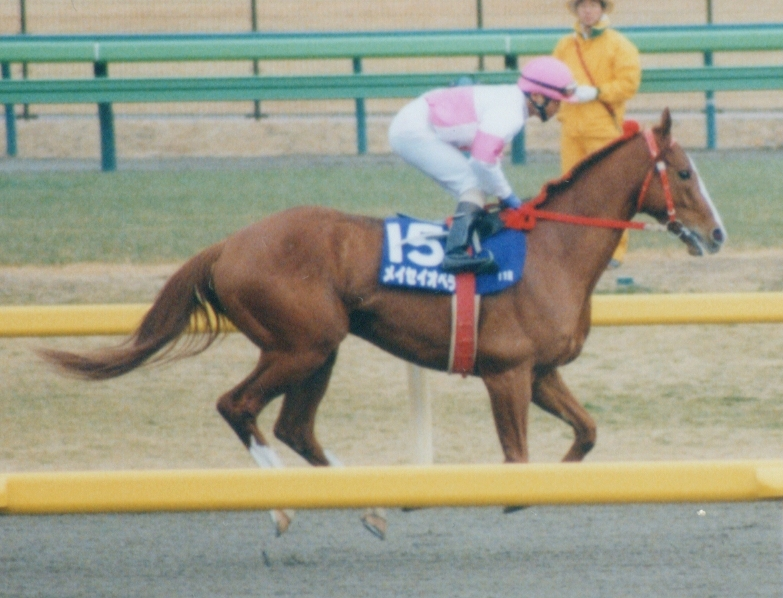
2000年2月20日 東京競馬場

- 1999年の戦績　6戦5勝着外1回

### 2000年
連覇を狙いフェブラリーステークスに出走。前年からの調整不足が祟り4着に敗れる。この影響は夏頃まで続き、帝王賞も14着に敗れる。その後、地元重賞のみちのく大賞典で3連覇を果たし復調の兆しを見せたが、左前脚浅屈腱炎を発症、この競走を最後に現役引退となり、種牡馬生活に入った。
- 2000年の戦績　4戦2勝着外1回

## 競走成績
以下の内容は、JBISサーチおよびnetkeiba.comに基づく。
| 競走日     | 競馬場 | 競走名                 | 格   | 距離（馬場）  | 頭 数 | 枠 番 | 馬 番 | オッズ （人気） | 着順 | タイム （上がり3F） | 着差 | 騎手      | 斤量 [kg] | 1着馬（2着馬）         | 馬体重 [kg] |
| ---------- | ------ | ---------------------- | ---- | ------------- | ----- | ----- | ----- | --------------- | ---- | ------------------- | ---- | --------- | --------- | ---------------------- | ----------- |
| 1996.07.27 | 盛岡   | 中央認定               |      | ダ1000m（良） | 8     | 1     | 1     | 00 - 00（4人）  | 01着 | R1:03.0             | -0.7 | 0阿部英俊 | 54        | （アンザラジェント）   | 465         |
| 0000.09.02 | 水沢   | 3才                    |      | ダ1400m（稍） | 8     | 4     | 4     | 00 - 00（5人）  | 07着 | R1:35.6             | -2.6 | 0阿部英俊 | 54        | ポエムダンス           | 462         |
| 0000.09.16 | 水沢   | 3才                    |      | ダ1400m（良） | 7     | 7     | 7     | 00 - 00（5人）  | 02着 | R1:33.3             | -0.2 | 0阿部英俊 | 54        | トウホクシャダイ       | 460         |
| 0000.10.13 | 盛岡   | MIT杯                  |      | 芝1600m（良） | 11    | 6     | 7     | 00 - 00（5人）  | 07着 | R1:38.8             | -0.9 | 0阿部英俊 | 54        | トウホクシャダイ       | 458         |
| 0000.10.27 | 盛岡   | 3才B                   |      | ダ1400m（良） | 8     | 2     | 2     | 00 - 00（1人）  | 03着 | R1:30.5             | -0.2 | 0阿部英俊 | 54        | ワカショウグン         | 467         |
| 0000.11.11 | 盛岡   | 3才B                   |      | ダ1400m（良） | 9     | 1     | 1     | 00 - 00（1人）  | 01着 | R1:28.3             | -1.2 | 0阿部英俊 | 54        | （ミタカセントオー）   | 462         |
| 0000.12.09 | 水沢   | 3才A                   |      | ダ1600m（不） | 10    | 5     | 5     | 00 - 00（2人）  | 01着 | R1:47.0             | -0.2 | 0佐藤雅彦 | 54        | （ワールドピアザ）     | 469         |
| 0000.12.29 | 水沢   | 白菊賞                 | A    | ダ1600m（不） | 8     | 3     | 3     | 00 - 00（1人）  | 01着 | R1:46.3             | -0.7 | 0菅原勲   | 55        | （ラグビーシンバル）   | 466         |
| 1997.04.05 | 水沢   | スプリングC            | A    | ダ1600m（不） | 10    | 4     | 4     | 00 - 00（3人）  | 01着 | R1:46.1             | -0.4 | 0渡邉正彦 | 54        | （ポエムダンス）       | 475         |
| 0000.05.04 | 水沢   | 4才A                   |      | ダ1600m（良） | 9     | 6     | 6     | 00 - 00（1人）  | 01着 | R1:48.9             | -0.7 | 0渡邉正彦 | 57        | （ケイウンショウリ）   | 470         |
| 0000.05.31 | 盛岡   | ダイヤモンドC          | A    | ダ1800m（稍） | 9     | 6     | 6     | 00 - 00（1人）  | 01着 | R1:54.8             | -1.4 | 0渡邉正彦 | 57        | （マルケイキャロル）   | 465         |
| 0000.07.06 | 新潟   | 東北ダービー           | 重賞 | ダ1800m（不） | 10    | 5     | 5     | 00 - 00（1人）  | 01着 | R1:52.4             | -0.6 | 0菅原勲   | 54        | （フジノローリアス）   | 464         |
| 0000.07.27 | 盛岡   | 不来方賞               | 重賞 | ダ2000m（良） | 11    | 4     | 4     | 00 - 00（1人）  | 01着 | R2:10.9             | -0.6 | 0菅原勲   | 55        | （ファイアーマリオ）   | 469         |
| 0000.08.30 | 盛岡   | 一般A                  |      | ダ1800m（良） | 10    | 1     | 1     | 00 - 00（1人）  | 01着 | R1:55.1             | -0.8 | 0菅原勲   | 54        | （サカモトリードワン） | 471         |
| 0000.11.03 | 盛岡   | ダービーグランプリ     | GI   | ダ2000m（良） | 12    | 6     | 7     | 00 - 00（2人）  | 10着 | R2:09.8             | -2.3 | 0菅原勲   | 56        | テイエムメガトン       | 479         |
| 0000.11.20 | 大井   | スーパーダートダービー | GII  | ダ2000m（稍） | 14    | 8     | 13    | 00 - 00（6人）  | 10着 | R2:08.3             | -2.0 | 0菅原勲   | 57        | メイショウモトナリ     | 471         |
| 0000.12.31 | 水沢   | 桐花賞                 | 重賞 | ダ2000m（良） | 10    | 1     | 1     | 00 - 00（2人）  | 01着 | R2:15.7             | -0.2 | 0菅原勲   | 55        | （ロイヤルハーバー）   | 481         |
| 1998.01.28 | 川崎   | 川崎記念               | GI   | ダ2000m（良） | 9     | 3     | 3     | 00 - 00（5人）  | 04着 | R2:09.4             | -1.8 | 0菅原勲   | 55        | アブクマポーロ         | 480         |
| 0000.05.10 | 水沢   | シアンモア記念         | 重賞 | ダ2000m（良） | 7     | 4     | 4     | 001.20（1人）   | 01着 | R2:11.1             | -1.1 | 0菅原勲   | 55        | （マウンドギャロップ） | 489         |
| 0000.06.24 | 大井   | 帝王賞                 | GI   | ダ2000m（稍） | 13    | 4     | 4     | 00 - 00（7人）  | 03着 | R2:03.8（36.4）     | -0.4 | 0菅原勲   | 57        | アブクマポーロ         | 488         |
| 0000.07.20 | 水沢   | マーキュリーC          | GIII | ダ2000m（良） | 9     | 3     | 3     | 001.10（1人）   | 01着 | R2:09.0             | -1.4 | 0菅原勲   | 56        | （パリスナポレオン）   | 488         |
| 0000.08.30 | 盛岡   | みちのく大賞典         | 重賞 | ダ2000m（不） | 8     | 8     | 8     | 001.00（1人）   | 01着 | R2:03.5             | -1.8 | 0菅原勲   | 55        | （ジョウテンウイン）   | 490         |
| 0000.10.10 | 盛岡   | マイルCS南部杯         | GI   | ダ1600m（不） | 12    | 3     | 3     | 006.90（3人）   | 01着 | R1:35.1             | -0.6 | 0菅原勲   | 56        | （タイキシャーロック） | 492         |
| 0000.11.22 | 盛岡   | 北上川大賞典           | 重賞 | ダ2500m（良） | 10    | 8     | 9     | 001.00（1人）   | 01着 | R2:43.4             | -2.3 | 0菅原勲   | 56        | （ストロングファイブ） | 494         |
| 0000.12.23 | 大井   | 東京大賞典             | GI   | ダ2000m（良） | 15    | 2     | 3     | 00 - 00（2人）  | 02着 | R2:05.7（37.8）     | -0.5 | 0菅原勲   | 57        | アブクマポーロ         | 491         |
| 1999.01.31 | 東京   | フェブラリーS          | GI   | ダ1600m（良） | 16    | 5     | 9     | 004.70（2人）   | 01着 | R1:36.3（35.6）     | -0.3 | 0菅原勲   | 57        | （エムアイブラン）     | 492         |
| 0000.05.09 | 水沢   | シアンモア記念         | 重賞 | ダ2000m（良） | 8     | 4     | 4     | 001.00（1人）   | 01着 | R2:11.1             | -1.1 | 0菅原勲   | 59        | （バンチャンプ）       | 502         |
| 0000.06.24 | 大井   | 帝王賞                 | GI   | ダ2000m（良） | 15    | 8     | 14    | 001.60（1人）   | 01着 | R2:04.0（37.7）     | -0.9 | 0菅原勲   | 57        | （サプライズパワー）   | 491         |
| 0000.08.29 | 盛岡   | みちのく大賞典         | 重賞 | ダ2000m（不） | 8     | 7     | 7     | 001.00（1人）   | 01着 | R2:05.1             | -0.7 | 0菅原勲   | 55        | （バンチャンプ）       | 493         |
| 0000.11.23 | 盛岡   | 北上川大賞典           | 重賞 | ダ2500m（良） | 6     | 4     | 4     | 001.10（1人）   | 01着 | R2:46.5             | -0.7 | 0菅原勲   | 58        | （バンチャンプ）       | 497         |
| 0000.12.29 | 大井   | 東京大賞典             | GI   | ダ2000m（良） | 16    | 8     | 16    | 00 - 00（1人）  | 11着 | R2:06.9（40.0）     | -2.0 | 0菅原勲   | 57        | ワールドクリーク       | 494         |
| 2000.02.20 | 東京   | フェブラリーS          | GI   | ダ1600m（良） | 16    | 8     | 15    | 006.10（3人）   | 04着 | R1:35.7（37.1）     | -0.1 | 0菅原勲   | 57        | ウイングアロー         | 504         |
| 0000.05.21 | 盛岡   | あすなろ賞             | OP   | ダ1800m（良） | 10    | 3     | 3     | 001.00（1人）   | 01着 | R1:55.8             | -0.4 | 0菅原勲   | 59        | （ユーコーマイケル）   | 504         |
| 0000.06.22 | 大井   | 帝王賞                 | GI   | ダ2000m（良） | 16    | 5     | 9     | 00 - 00（1人）  | 14着 | R2:07.7（41.2）     | -2.1 | 0菅原勲   | 57        | ファストフレンド       | 496         |
| 0000.08.27 | 盛岡   | みちのく大賞典         | 重賞 | ダ2000m（良） | 9     | 4     | 4     | 001.10（1人）   | 01着 | R2:06.7             | -1.4 | 0菅原勲   | 55        | （バンチャンプ）       | 499         |

## 引退後
引退後はレックススタッドで種牡馬入り。初年度こそ84頭に種付けする人気を集めたが、年々種付け頭数が減少し、5年目には一桁にまで落ち込む。しかし韓国に輸出された産駒は全頭勝ち上がるという好成績から、韓国の生産者からの熱烈な要望があり、3年間の期間限定（後に期間を延長）を条件に2006年8月に韓国への輸出が決定された。韓国では2010年に初年度産駒がデビューし、ファーストシーズンサイアーランキングで3位となった。翌2011年にはソスルッテムンが内田利雄騎乗で韓国の皐月賞に当たるKRAカップマイルを制している。
比較的早い時期から使え、芝ダート問わずに距離も短距離から中距離まで融通が利くが、重賞実績が示すとおり、距離が延びて真価を発揮する産駒が多い。父同様、古馬になってからでも成長する傾向がある。地方ではダートと芝の両方で重賞勝ち馬を輩出している。
2010年2月21日の東京競馬場第12競走のJRAプレミアムレース「東京ウィンタープレミアム」において、副題としてつける競走馬を過去のフェブラリーステークス優勝馬から選ぶファン投票が日本中央競馬会ホームページ上で行われた。その結果、本馬が最多得票を集め、「メイセイオペラメモリアル」として行われることになった。
2011年10月10日の東京競馬場が「岩手競馬を支援する日」として開催されることに伴い第9競走が「メイセイオペラ記念 かけはし賞」として行われた。
2016年7月1日、関係者が日本への帰国に向けて準備していた矢先、繋養先である韓国のプルン牧場にて心不全により死去。22歳没。

### 代表産駒
- ジョイーレ（兵庫県競馬組合所属。2006年摂津盃でメイセイオペラ産駒初の重賞初制覇。兵庫ジュニアグランプリ2着などが評価され、兵庫競馬平成17年優秀競走馬（特別優秀馬）に選ばれる）
- ジュリア（岩手県競馬組合所属。2008年ビューチフル・ドリーマーカップ（牝馬限定重賞・水沢ダート1900m）1着）
- カネショウエリート（岩手県競馬組合所属。2008年桐花賞（重賞・水沢ダート2000m）1着、2008年きんもくせい賞（重賞・盛岡芝2400m）1着）
- コスモバスティーユ Cosmo Bastille 韓国名 코즈모배스틸 コヂュモベスティル（韓国競馬所属馬。韓国で4勝）
- ツルオカオウジ（特別区競馬組合所属。2010年黒潮盃（南関東SII・大井ダート1800m）1着）
- ソスルッテムン Soseuldaemun 韓国名 솟을대문（韓国競馬所属馬。2011年KRAカップマイル（韓国GII・釜山慶南ダート1600m）1着）

## エピソード
- 母テラミス、父タクラマカン共に栗毛流星の面相であり、生まれてきた産駒も3番仔のメイセイユウシャが鹿毛流星の面相である以外は、兄弟ことごとく栗毛流星の面相であり、メイセイオペラそっくりである。
- 本馬がデビューした時、馬主の小野寺良正はすでに病魔に冒されており、レース観戦も出来ない状態だった。その為、家庭用ビデオで録画したレースを、病床で何度も見てオペラの将来を楽しみにしていた。良正が死去したのは、オペラのデビュー戦の1か月後である[3]。
- フェブラリーステークス勝利時、レースを観戦していた良正の妻・明子は、ゴール直前100mでオペラが先頭に立った時、良正の遺影を高々と上げて「あなた見て! 先頭走っているわよ! あなたの馬が先頭を走っているわよ!!」と叫び、観戦が叶わなかった良正にせめてもとの思いでオペラの走る勇姿を見せていた。
- 1998年の川崎記念の後、福島県にある民営の天工トレセンが中央競馬並みの施設（坂路、サンシャインパドック、屋内コース等）で休養と調教が出来るという事で入厩する事になった。すると馬体が格段に良くなり、以後休養時に利用する事になる。また、この民営の育成施設利用は、調教施設の不備でなかなか中央馬に勝てなかった地方馬にとって大いな福音となり、地方競馬の有力馬はこうした施設を使う様になった。
- 1998年の川崎記念に遠征した際、現地の水道水を飲まず厩舎スタッフが苦労したという実例から、フェブラリーステークスに出走するために美浦トレーニングセンターに入厩する際や、大井競馬場に遠征する際には、滞在地の水道水を飲まない可能性を懸念して、常に地元から水道水を持参していた。ただし、一定期間滞在する場合には水の輸送コストも相当な金額になる事などから、その後も遠征先の水道水を飲むかも試してはみたものの、ほとんど飲まなかったという。
- 漫画『ウイニング・チケット』の登場馬のミカヅキオーの父がメイセイオペラである。ミカヅキオーの全弟は韓国に輸出される（最後の）直前のメイセイオペラ産駒のためにセリ価格が高騰し1億5000万円という高額で落札となった。
- メイセイオペラの記念碑に水沢の英雄という言葉が刻まれている[8]。

## 血統表
| メイセイオペラの血統                     | メイセイオペラの血統                       | メイセイオペラの血統                       | （血統表の出典）                           | （血統表の出典） |
| 父系                                     | ニジンスキー系                             | ニジンスキー系                             | ニジンスキー系                             |                  |
| 父 *グランドオペラ Grand Opera 1984 鹿毛 | 父の父Nijinsky II 1967 鹿毛                | Northern Dancer                            | Nearctic                                   | Nearctic         |
| 父 *グランドオペラ Grand Opera 1984 鹿毛 | 父の父Nijinsky II 1967 鹿毛                | Northern Dancer                            | Natalma                                    |                  |
| 父 *グランドオペラ Grand Opera 1984 鹿毛 | 父の父Nijinsky II 1967 鹿毛                | Flaming Page                               | Bull Page                                  | Bull Page        |
| 父 *グランドオペラ Grand Opera 1984 鹿毛 | 父の父Nijinsky II 1967 鹿毛                | Flaming Page                               | Flaring Top                                |                  |
| 父 *グランドオペラ Grand Opera 1984 鹿毛 | 父の母Glorious Song 1976 鹿毛              | Halo                                       | Hail to Reason                             | Hail to Reason   |
| 父 *グランドオペラ Grand Opera 1984 鹿毛 | 父の母Glorious Song 1976 鹿毛              | Halo                                       | Cosmah                                     |                  |
| 父 *グランドオペラ Grand Opera 1984 鹿毛 | 父の母Glorious Song 1976 鹿毛              | Ballade                                    | Herbager                                   | Herbager         |
| 父 *グランドオペラ Grand Opera 1984 鹿毛 | 父の母Glorious Song 1976 鹿毛              | Ballade                                    | Miss Swapsco                               |                  |
| 母 テラミス 1988 栗毛                    | 母の父*タクラマカン Ishikari 1978 栗毛     | Damascus                                   | Sword Dancer                               | Sword Dancer     |
| 母 テラミス 1988 栗毛                    | 母の父*タクラマカン Ishikari 1978 栗毛     | Damascus                                   | Kerala                                     |                  |
| 母 テラミス 1988 栗毛                    | 母の父*タクラマカン Ishikari 1978 栗毛     | Virginia Green                             | Nashua                                     | Nashua           |
| 母 テラミス 1988 栗毛                    | 母の父*タクラマカン Ishikari 1978 栗毛     | Virginia Green                             | Virginia Water                             |                  |
| 母 テラミス 1988 栗毛                    | 母の母ヤヘイボシ 1983 青鹿毛               | *オフィスダンサー                          | Northern Dancer                            | Northern Dancer  |
| 母 テラミス 1988 栗毛                    | 母の母ヤヘイボシ 1983 青鹿毛               | *オフィスダンサー                          | Office Queen                               |                  |
| 母 テラミス 1988 栗毛                    | 母の母ヤヘイボシ 1983 青鹿毛               | シナノイブキ                               | *シーフュリュー                            | *シーフュリュー  |
| 母 テラミス 1988 栗毛                    | 母の母ヤヘイボシ 1983 青鹿毛               | シナノイブキ                               | シナノクイン                               |                  |
| 母系(F-No.)                              | エスサーディー系(FN:6-a)                   | エスサーディー系(FN:6-a)                   | エスサーディー系(FN:6-a)                   | [ § 2 ]          |
| 5代内の近親交配                          | Northern Dancer 3×4、Almahmoud 5･5（父内） | Northern Dancer 3×4、Almahmoud 5･5（父内） | Northern Dancer 3×4、Almahmoud 5･5（父内） | [ § 3 ]          |
| 出典                                     | 1. 2. 3.                                   | 1. 2. 3.                                   | 1. 2. 3.                                   | 1. 2. 3.         |

- 父グランドオペラは中央競馬ではこれといった産駒が出ず、活躍した産駒も多くはないが、地方競馬ではアマゾンオペラ（船橋）と本馬を輩出し、それぞれが地方競馬を代表するトップホースとして一時代を担った。
- 母テラミスは岩手競馬で13戦2勝をあげている。おもな産駒（本馬の兄弟）は以下の通り。
  - メイセイユウシャ（メイセイオペラの勝てなかった芝重賞（せきれい賞）を勝利）
  - メイセイオペレッタ（メイセイオペラの半妹。オパールカップ優勝）
  - メイセイプリマ（メイセイオペラの半妹。兄弟初の中央競馬デビュー。新馬勝ち上がり）
  - オペラアンドワルツ （メイセイオペラの全妹として期待された）
  - アンドアゲイン（メイセイオペラの半妹。父:ビワシンセイキ）
- 母の父タクラマカンは社台グループがアメリカから競走馬として輸入した外国産馬で、ミルリーフの従兄弟にあたる良血馬であった。当時は外国産馬が出走できる競走が限られていたため重賞勝ちはなかったが、旧4歳で第1回ジャパンカップに出走、翌年の宝塚記念ではモンテプリンスの3着に入り、通算17戦7勝をあげている。代表産駒は1990年京都大障害（秋）の勝ち馬クリバロン。
- 主な近親は5代母ペツトネーシヨン（本血統表内シナノクインの母）から広がっており、ライブリマウント（フェブラリーステークスなど重賞3勝）、ヨシノスキー（中山記念など重賞3勝）、タイヨウコトブキ（ビクトリアカップなど重賞2勝）、ユーワビーム（カブトヤマ記念）、ユキノビジン（クイーンステークス）らがいる。